# Nogometna reprezentacija Američke Samoe
Nogometna reprezentacija Američke Samoe predstavlja Američku Samou u nogometu.  Prvu međunarodnu utakmicu odigrala je sa Zapadnom Samoom 20. kolovoza 1983., te izgubila 3:1. Najveću je pobjedu ostvarila 22. kolovoza iste godine, nad Wallisom i Futunom, rezultatom 3:0. Najpoznatija je po najvećem porazu u povijesti međunarodnog nogometa (svjetskom rekordu), od Australije 31:0, u Coffs Harbouru (Australija), 11. travnja 2001. Prva službena pobjeda ostvarena je na startu kvalifikacija za SP 2014, na svom terenu pobijedili su Tongu 2:1. Na prvu službenu pobjedu u nekoj utakmici čekalo se više od 18 godina. Do povijesnog trijumfa nanizali su 30 poraza uz razliku pogodaka 12:229.

## Povijest kvalifikacija za Svjetsko prvenstvo
| Povijest kvalifikacija za Svjetsko prvenstvo | Povijest kvalifikacija za Svjetsko prvenstvo | Povijest kvalifikacija za Svjetsko prvenstvo | Povijest kvalifikacija za Svjetsko prvenstvo | Povijest kvalifikacija za Svjetsko prvenstvo |
| Godina                                       | Doseg                                        | K/G/N                                        | Rezultat                                     | Pobjeda/Neriješeno/Poraz                     |
| -------------------------------------------- | -------------------------------------------- | -------------------------------------------- | -------------------------------------------- | -------------------------------------------- |
| 2002.                                        | Grupa 1                                      | N                                            | Američka Samoa 0 : 13 Fidži                  | Poraz                                        |
| 2002.                                        | Grupa 1                                      | N                                            | Američka Samoa 0 : 8 Samoa                   | Poraz                                        |
| 2002.                                        | Grupa 1                                      | N                                            | Američka Samoa 0 : 31 Australija             | Poraz                                        |
| 2002.                                        | Grupa 1                                      | N                                            | Američka Samoa 0 : 5 Tonga                   | Poraz                                        |
| 2006.                                        | Grupa 1                                      | G                                            | Američka Samoa 0 : 4 Samoa                   | Poraz                                        |
| 2006.                                        | Grupa 1                                      | N                                            | Američka Samoa 1 : 9 Vanuatu                 | Poraz                                        |
| 2006.                                        | Grupa 1                                      | N                                            | Američka Samoa 0 : 11 Fidži                  | Poraz                                        |
| 2006.                                        | Grupa 1                                      | N                                            | Američka Samoa 0 : 10 Papua Nova Gvineja     | Poraz                                        |
| 2010.                                        | Grupa B                                      | N                                            | Američka Samoa 1 : 12 Solomonski Otoci       | Poraz                                        |
| 2010.                                        | Grupa B                                      | G                                            | Američka Samoa 0 : 7 Samoa                   | Poraz                                        |
| 2010.                                        | Grupa B                                      | N                                            | Američka Samoa 0 : 15 Vanuatu                | Poraz                                        |
| 2010.                                        | Grupa B                                      | N                                            | Američka Samoa 0 : 4 Tonga                   | Poraz                                        |

## Sastav
Nicky Salapu

Terence Sinapati
Travis Pita Sinapati
Pesamino Victor
Alexander Victor
Tuaoloina Solofa
Thomas Leota
Natia Natia
Ieti Taulealo
Kitiona Faatamala
Maika Molesi
Hansel Maiawa
Johnny Saelua
Tafuna Toilolo
Uasilla Heleta
Ieti Ieti
Alo Vakatau
Frankie Silao
Ramin Shahin Ott
Sue Tonise
Jordan Penitusi
Rawlston Masaniai
- Izbornik:  David Brand

## Uspjesi

### Svjetska prvenstva
- 1930. do 1998. - nisu igrali
- 2002. do 2014. - nisu se kvalificirali

### Prvenstva nacija Oceanije
- 1973. - nisu igrali
- 1980. - nisu igrali
- 1996. do 2012. - nisu se kvalificirali

### Južnopacifičke igre
- 1963. do 1979. - nisu igrali
- 1983. - prvi krug
- 1987. - šesto mjesto
- 1991. do 2003. - nisu igrali
- 2007. - prvi krug
- 2011. - prvi krug

## Izbornici
- Tiwo Kummings (2000.)
- Anthony “Tony” Langkilde (2001.)
- Tunoa Lui (2001. – 2002.)
- Ian Crook (2004.)
- David Brand (2007. – 2010.)
- Iofi Lalogafuafua (2011.)
- Thomas Rongen (2011.)
- Uinifareti Aliva (2012.-)

## Vanjske poveznice
- Slike momčadi  Arhivirana inačica izvorne stranice od 12. ožujka 2008. (Wayback Machine)
- Snimke pogodaka utakmice Australija-Američka Samoa (31-0) na YouTubeu
- Svijet nogometa  Arhivirana inačica izvorne stranice od 29. rujna 2007. (Wayback Machine)
- Nacionalne nogometne reprezentacije